# ایست آلبری، نیو ساوت ولز
ایست آلبری (به انگلیسی: East Albury) یک حومه شهر در استرالیا است که در نیو ساوت ولز واقع شده‌است.